# 密歇根州行政区划
密西根州共有83個縣。1897年後密歇根州不再建立新的縣份，但州議會在19世紀不斷更改縣的數量及邊界。密歇根州建立縣是為了達到在非建制地區中建立政府的目的，並且使這些地區變為可銷售的土地。
在密歇根州，縣的成立被分為兩部份。首先，未組織的縣的邊界必須完全劃定，並且擁有一個專屬的縣名。不論該縣是否有明確的邊界，未組織的縣將會出現在地圖上。由於行政目的起見，在這段時間內，這個未組織的縣將被認為是附近一個已組織的縣的一部份，而立法機構經常改變未組織的縣所屬的已組織的縣。未組織的縣的居民可向州政府申請法律承認該縣，以確保該縣在法律上的合法性。
州內有不少城市跨越多個縣，當中包括州首府——兰辛。1970年代初期的數年裏，這些城市可以要求更改縣界，使縣界符合城市的邊界；但是，唯一成功更改縣界的城市只有新巴爾的摩（新巴爾的摩原本座落於馬科姆縣和聖克萊爾郡之間，在更改邊界後，該城市完全屬於馬科姆縣），這次更改縣界亦是20世紀中密歇根州唯一一次縣界改動。
根據《密歇根州憲法》，1850年時人口多於20,000的城市可以組成一個獨立的合併市縣。1908年，州政府把合法人數更改至10萬人。在1963年這條法律被正式移除之前，並沒有任何一個城市根據這條法例組建成一個獨立的縣。
密歇根州與伊利诺伊州在密歇根湖擁有一個水上邊界，當中密歇根州有三個縣擁有與伊利諾伊州的水上邊界，分別為貝林縣、范布倫縣和阿勒根縣。密歇根州亦與明尼蘇達州在苏必利尔湖擁有一個水上邊界，當中密歇根州有兩個縣擁有與明尼蘇達州的水上邊界，分別為昂托納貢縣和基威諾縣。同時密歇根州亦與威斯康辛州在苏必利尔湖擁有陸地及水上邊界，當中戈吉比克縣與威斯康辛州接壤，而昂托納貢縣則和威斯康辛州擁有水上邊界。
聯邦資訊處理標準代码（简称代码）是联邦政府用来区分各州和各县的唯一识别码。密歇根州的縮寫為MI，而該州的FIPS代碼是26，與縣代碼結合使用時寫成26XXX。

## 辭源
在密西根州83個縣中，有九個縣名是由民族學家亨利·斯库尔克拉夫特所「創造」的，當中的縣名部份改編至美國原住民的語言，也有部份改編至希腊语、阿拉伯语和拉丁语。斯庫爾克拉夫特所「創造」的縣名的來源具有爭議性：雖然他對美國原住民語言和文化作出深入的研究，但這些縣名有可能來自美國其他地區（例如紐約州或美國東北部，因為密西根州的定居者大多都來自這些地區）。由於真正的原住民語言幾乎已經消亡，因此他使用了其他的詞語來取代原住民語言。
另外，州內有四個縣（分別是安特里姆縣、克萊爾縣、羅斯康芒縣和韋克斯福德縣）以愛爾蘭的郡命名。這些縣得名的原因，是因為這些縣比較接近密西根州的立法核心機構。
由於美國總統安德魯·傑克遜及他的內閣對密西根州建州有密切的關聯，因此州內有十個縣以安德魯·傑克遜的內閣命名，而這些縣被稱為「內閣縣」。在這些縣中，有八個縣於1829年（即安德魯·傑克遜就職當年）命名，而最後命名的縣是利文斯頓縣，於1833年命名。當中卡斯縣雖然於1829年命名，但是戰爭部長刘易斯·卡斯於1831年才成為內閣的成員。

## 各縣列表
| 縣份名稱       | FIPS代碼 | 县城         | 成立時間                                             | 拆分自                                 | 辭源 | 人口 （2019年） | 總面積                           | 地圖                           |
| -------------- | -------- | ------------ | ---------------------------------------------------- | -------------------------------------- | --- | --------------- | -------------------------------- | ------------------------------ |
| 阿尔科纳县     | 001      | 哈里斯維爾   | 1840年4月1日（劃定縣界） 1869年5月8日（正式成立）    | 非建制土地                             | 「美麗的平原」的印第安語 | 10,942          | 1,791平方英里 （4,639平方公里）  | 標示出阿尔科纳县位置的地圖     |
| 阿爾傑縣       | 003      | 繆尼辛       | 1885年3月17日                                        | 斯庫克拉夫特縣                         | 拉塞爾·亞歷山大·阿爾傑 （1836－1907），第二十任密歇根州州長 （1885－1887）及國際政治家                                                                                     | 9,601           | 5,049平方英里 （13,077平方公里） | 標示出{{{Name}}}位置的地圖     |
| 阿勒根县       | 005      | 阿勒根       | 1831年（劃定縣界） 1835年（正式成立）                | 巴里縣及非建制土地                     | 某個印第安語的詞彙（具體詞語已不可考） | 111,408         | 1,833平方英里 （4,747平方公里）  | 標示出阿勒根县位置的地圖       |
| 阿爾皮納縣     | 007      | 阿爾皮納     | 1840年（劃定縣界） 1857年2月7日（正式成立）          | 麥基諾縣及非建制土地                   | 「多鷓鴣的地方」的印第安語 | 29,598          | 1,695平方英里 （4,390平方公里）  | 標示出阿爾皮納縣位置的地圖     |
| 安特里姆縣     | 009      | 贝莱尔       | 1840年                                               | 麥基諾縣及非建制土地                   | 北爱尔兰的安特里姆郡 | 23,598          | 602平方英里 （1,559平方公里）    | 標示出{{{Name}}}位置的地圖     |
| 阿勒纳克县     | 011      | 斯坦迪什     | 1831年3月2日                                         | 非建制土地                             | 「沙」的拉丁語和「地」的亞爾岡昆語所合成的詞語 | 15,899          | 681平方英里 （1,764平方公里）    | 標示出阿勒纳克县位置的地圖     |
| 巴拉加縣       | 013      | 蘭斯         | 1875年2月19日                                        | 霍頓縣                                 | 弗雷德里克·巴拉加 （1797－1868），蘇聖瑪麗羅馬教堂區天主教會主教 | 8,860           | 1,069平方英里 （2,769平方公里）  | 標示出{{{Name}}}位置的地圖     |
| 巴里縣         | 015      | 黑斯廷斯     | 1829年4月29日                                        | 非建制土地                             | 威廉·泰勒·巴里 （1784－1835）安德鲁·杰克逊政府下的美國郵政局長 （1829－1835）                                                                                              | 59,173          | 577平方英里 （1,494平方公里）    | 標示出巴里縣位置的地圖         |
| 貝縣           | 017      | 貝城         | 1857年2月17日                                        | 阿勒納克縣、密德蘭縣和薩吉諾縣         | 薩吉諾灣，因該灣位於縣內西部而得名 | 107,771         | 631平方英里 （1,634平方公里）    | 標示出貝縣位置的地圖           |
| 本西縣         | 019      | 比尤拉       | 1863年2月27日（劃定縣界） 1869年3月30日（正式成立）  | 利勒諾縣                               | 貝西河，該河的河名來源為「鋸子鴨河」的法語 | 17,525          | 860平方英里 （2,227平方公里）    | 標示出{{{Name}}}位置的地圖     |
| 貝林縣         | 021      | 聖約瑟       | 1829年10月25日                                       | 非建制土地                             | 約翰·麥克弗森·貝林 （1781－1856），來自喬治亞州的美國參議院議員 （1845－1852）及安德鲁·杰克逊政府下的美國司法部長 （1829－1831）                                           | 156,813         | 1,581平方英里 （4,095平方公里）  | 標示出{{{Name}}}位置的地圖     |
| 布蘭奇縣       | 023      | 科爾德沃特   | 1829年10月29日（劃定縣界） 1833年（正式成立）        | 非建制土地                             | 约翰·布兰奇 （1782－1863），安德鲁·杰克逊政府下的美国海军部长 （1829－1831）                                                                                               | 45,248          | 519平方英里 （1,344平方公里）    | 標示出布蘭奇縣位置的地圖       |
| 卡爾霍恩縣     | 025      | 馬歇爾       | 1829年10月19日（劃定縣界） 1833年3月6日（正式成立）  | 非建制土地                             | 约翰·卡德威尔·卡尔霍恩（1782－1850），第七任（安德鲁·杰克逊政府下的）美国副总统（1825－1832）及來自南卡罗来纳州的美国参议院議員                                            | 136,146         | 718平方英里 （1,860平方公里）    | 標示出卡爾霍恩縣位置的地圖     |
| 卡斯縣         | 027      | 卡索波利斯   | 1829年10月29                                         | 非建制土地                             | 刘易斯·卡斯 （1782－1866），密西根州参议员（1845－1857） 以及安德鲁·杰克逊政府下的美国战争部长 （1831－1836）                                                              | 52,293          | 508平方英里 （1,316平方公里）    | 標示出卡斯縣位置的地圖         |
| 沙勒沃伊县     | 029      | 沙勒沃伊     | 1840年4月1日（劃定縣界） 1869年5月8日（正式成立）    | 安特里姆縣、埃米特縣和奧齊戈縣         | 伯多禄·方济各·格扎维埃·德·沙勒瓦 （1682－1761），耶稣会旅客及新法蘭西史家                                                                                                  | 25,949          | 1,391平方英里 （3,603平方公里）  | 標示出沙勒沃伊县位置的地圖     |
| 希博伊根縣     | 031      | 希博伊根     | 1840年4月1日（劃定縣界） 1855年（正式成立）          | 麥基諾縣                               | 希博根河 | 26,152          | 885平方英里 （2,292平方公里）    | 標示出希博伊根縣位置的地圖     |
| 契皮瓦縣       | 033      | 蘇聖瑪麗     | 1826年12月22日                                       | 麥基諾縣                               | 欧及布威族，又被稱為契皮瓦族，美國原住民的一支 | 38,520          | 2,698平方英里 （6,988平方公里）  | 標示出契皮瓦縣位置的地圖       |
| 克萊爾縣       | 035      | 哈里森       | 1840年4月1日（劃定縣界） 1871年4月13日（正式成立）   | 麥基諾縣及非建制土地                   | 愛爾蘭的克莱尔郡 | 30,926          | 575平方英里 （1,489平方公里）    | 標示出克萊爾縣位置的地圖       |
| 克林頓縣       | 037      | 聖約翰斯     | 1831年（劃定縣界） 1839年（正式成立）                | 非建制土地                             | 德威特·克林頓 （1769－1828），第七、九任紐約州州長 （1817－1822，1825－1828）及伊利運河的構思者                                                                            | 75,382          | 575平方英里 （1,489平方公里）    | 標示出克林頓縣位置的地圖       |
| 克勞福德縣     | 039      | 格雷靈       | 1840年                                               | 麥基諾縣及非建制土地                   | 威廉·克勞福德中將 （1722－1782），美國中西部的測量員及北美印第安战争英雄                                                                                                   | 14,074          | 563平方英里 （1,458平方公里）    | 標示出克勞福德縣位置的地圖     |
| 德爾塔縣       | 041      | 埃斯卡納巴   | 1843年3月9日（劃定縣界） 1861年（正式成立）          | 麥基諾縣及非建制土地                   | 希腊字母Δ，因該縣（當時克德爾塔縣包括了現今的艾昂縣、馬凱特縣、迪金森縣和梅諾米尼縣）的三角形狀而得名                                                                      | 37,069          | 1,992平方英里 （5,159平方公里）  | 標示出德爾塔縣位置的地圖       |
| 迪金森縣       | 043      | 艾昂山       | 1891年                                               | 艾昂縣、馬凱特縣和梅諾米尼縣           | 唐納德·麥當勞·迪金森 （1846－1917），格罗弗·克利夫兰政府下的美國郵政局長 （1888－1889）                                                                                    | 26,168          | 777平方英里 （2,012平方公里）    | 標示出{{{Name}}}位置的地圖     |
| 伊頓縣         | 045      | 夏洛特       | 1827年10月29日（劃定縣界） 1837年（正式成立）        | 非建制土地                             | 约翰·伊顿 （1790－1856），安德鲁·杰克逊政府下的美国战争部长 （1829－1831）                                                                                                 | 107,759         | 579平方英里 （1,500平方公里）    | 標示出伊頓縣位置的地圖         |
| 埃米特縣       | 047      | 佩托斯基     | 1840年4月1日（劃定縣界） 1853年1月29日（正式成立）   | 麥基諾縣                               | 罗伯特·埃米特 （1778－1803），愛爾蘭民族主義及反叛領導人，因反抗英國政府失敗而被處決                                                                                       | 32,694          | 882平方英里 （2,284平方公里）    | 標示出埃米特縣位置的地圖       |
| 傑納西縣       | 049      | 弗林特       | 1835年3月28日                                        | 拉皮爾縣、夏厄沃西縣和薩吉諾縣         | 「美麗的谷地」的塞内卡语（原文：je-nis-hi-yeh），而「谷地」指纽约州的紐文谷                                                                                                | 425,790         | 649平方英里 （1,681平方公里）    | 標示出傑納西縣位置的地圖       |
| 格拉德溫縣     | 051      | 格拉德溫     | 1831年3月2日（劃定縣界） 1875年4月18日（正式成立）   | 非建制土地                             | 亨利·格拉德溫少校 （1730－1791），大不列顛王國司令官，因於1763年－1764年期間渥太華人領袖龐蒂亞克圍攻底特律堡壘時獲勝而知名                                                 | 25,692          | 516平方英里 （1,336平方公里）    | 標示出格拉德溫縣位置的地圖     |
| 戈吉比克县     | 053      | 貝瑟默       | 1887年2月7日                                         | 昂托納貢縣                             | 縣內的一個礦坑，該名字是「石頭」的契皮瓦語 | 16,427          | 1,476平方英里 （3,823平方公里）  | 標示出戈吉比克县位置的地圖     |
| 大特拉弗斯县   | 055      | 特拉弗斯城   | 1851年4月7日                                         | 已被廢除的奧米納縣                     | 此縣的法语為「」，得名自大特拉弗斯湾，並由當地的探險者命名 | 86,986          | 601平方英里 （1,557平方公里）    | 標示出大特拉弗斯县位置的地圖   |
| 格拉希厄特县   | 057      | 伊薩卡       | 1831年（劃定縣界） 1855年（正式成立）                | 非建制土地                             | 查爾斯·格拉希厄特上尉 （1788－1855），因在休倫港建立格拉希厄特堡而著名 | 42,476          | 572平方英里 （1,481平方公里）    | 標示出格拉希厄特县位置的地圖   |
| 希爾斯代爾縣   | 059      | 希爾斯代爾   | 1829年10月29日（劃定縣界） 1835年2月11日（正式成立） | 非建制土地                             | 當地常見的山脈和山谷 | 46,688          | 607平方英里 （1,572平方公里）    | 標示出{{{Name}}}位置的地圖     |
| 霍頓縣         | 061      | 霍頓         | 1845年3月19日（劃定縣界） 1846年5月18日（正式成立）  | 馬凱特縣和昂托納貢縣                   | 道格拉斯·霍顿 （1809－1845），第一任密歇根州官方地理學家、外科醫師及底特律市长 （1842－1843）                                                                              | 36,628          | 1,502平方英里 （3,890平方公里）  | 標示出{{{Name}}}位置的地圖     |
| 休倫縣         | 063      | 巴德阿克斯   | 1840年4月1日（劃定縣界） 1859年1月25日（正式成立）   | 薩尼拉克縣                             | 休伦湖，而該湖以休伦族（美國原住民的一支）命名 | 33,118          | 2,136平方英里 （5,532平方公里）  | 標示出{{{Name}}}位置的地圖     |
| 英厄姆县       | 065      | 梅森         | 1829年10月29日（劃定縣界） 1838年（正式成立）        | 夏厄沃西縣、沃什特瑙縣及非建制土地     | 塞缪尔·D·英厄姆 （1779－1860），安德鲁·杰克逊政府下的美国财政部长 （1829－1831）                                                                                           | 280,895         | 561平方英里 （1,453平方公里）    | 標示出英厄姆县位置的地圖       |
| 愛奧尼亞縣     | 067      | 愛奧尼亞     | 1831年2月3日（劃定縣界） 1837年4月3日（正式成立）    | 麥基諾縣及非建制土地                   | 古希腊的一個省，而該省則以愛奧尼亞人命名。 | 63,905          | 580平方英里 （1,502平方公里）    | 標示出愛奧尼亞縣位置的地圖     |
| 艾奥斯科县     | 069      | 托瓦斯城     | 1831年3月2日（劃定縣界） 1859年2月11日（正式成立）   | 非建制土地                             | 「光之水」的美國原住民語言 | 25,887          | 1,891平方英里 （4,898平方公里）  | 標示出艾奥斯科县位置的地圖     |
| 艾昂縣         | 071      | 水晶瀑布     | 1885年4月3日                                         | 馬凱特縣和梅諾米尼縣                   | 縣內豐富的鐵礦 | 11,817          | 1,211平方英里 （3,136平方公里）  | 標示出艾昂縣位置的地圖         |
| 伊莎貝拉縣     | 073      | 芒特普萊森特 | 1840年4月1日（劃定縣界） 1857年2月16日（正式成立）   | 麥基諾縣及非建制土地                   | 伊莎貝拉一世 （1451－1504），西班牙女王，在位期間命令克里斯托弗·哥伦布探索美洲                                                                                             | 70,311          | 578平方英里 （1,497平方公里）    | 標示出伊莎貝拉縣位置的地圖     |
| 傑克遜縣       | 075      | 傑克遜       | 1829年10月29日（劃定縣界） 1832年8月1日（正式成立）  | 沃什特瑙縣及非建制土地                 | 安德鲁·杰克逊 （1767－1845），第七任美国总统 （1829－1837）、來自田纳西州的參議院議員及1812年战争時期上將，在任期間密歇根領地加入聯邦並升格為州                            | 160,248         | 724平方英里 （1,875平方公里）    | 標示出傑克遜縣位置的地圖       |
| 卡拉马祖县     | 077      | 卡拉马祖     | 1830年5月7日                                         | 非建制土地                             | 卡拉馬祖河，而該河名稱的來源具有爭議性，各種可能的辭源參見卡拉馬祖的辭源                                                                                                   | 250,331         | 580平方英里 （1,502平方公里）    | 標示出卡拉马祖县位置的地圖     |
| 卡爾卡斯卡縣   | 079      | 卡爾卡斯卡   | 1840年4月1日（劃定縣界） 1871年1月27日（正式成立）   | 麥基諾縣                               | 「燒過的地方」的契皮瓦語 | 17,153          | 571平方英里 （1,479平方公里）    | 標示出卡爾卡斯卡縣位置的地圖   |
| 肯特縣         | 081      | 大急流城     | 1831年3月2日（劃定縣界） 1836年（正式成立）          | 麥基諾縣及非建制土地                   | 詹姆斯·肯特 （1763－1847），來自紐約州的法學家，托莱多战争時代表密歇根州領地的律師                                                                                         | 602,622         | 872平方英里 （2,258平方公里）    | 標示出肯特縣位置的地圖         |
| 基威諾縣       | 083      | 伊格爾里弗   | 1831年3月11日（劃定縣界） 1861年8月1日（正式成立）   | 霍頓縣                                 | 「繞道」的奥杰布瓦语（原文：gakiiwe-wewaning） | 2,156           | 5,966平方英里 （15,452平方公里） | 標示出{{{Name}}}位置的地圖     |
| 萊克縣         | 085      | 鮑德溫       | 1840年4月1日（劃定縣界） 1871年3月18日（正式成立）   | 麥基諾縣                               | 鄰近該縣的密歇根湖和縣內的湖泊 | 11,539          | 575平方英里 （1,489平方公里）    | 標示出萊克縣位置的地圖         |
| 拉皮爾縣       | 087      | 拉皮爾       | 1822年9月10日（劃定縣界） 1835年2月2日（正式成立）   | 奧克蘭縣和聖克萊爾縣                   | 「石頭」（此處的石頭指燧石）的法語 | 88,319          | 663平方英里 （1,717平方公里）    | 標示出{{{Name}}}位置的地圖     |
| 利勒诺县       | 089      | 薩頓斯灣鎮區 | 1840年4月1日（劃定縣界） 1863年（正式成立）          | 麥基諾縣                               | 「生活的樂趣」的美國原住民語 | 21,708          | 2,532平方英里 （6,558平方公里）  | 標示出利勒诺县位置的地圖       |
| 莱纳维县       | 091      | 亞德里安     | 1822年9月10日（劃定縣界） 1826年11月20日（正式成立） | 門羅縣                                 | 「男人」的特拉華語或肖尼語的「倫諾」（原文：Lenawai） | 99,892          | 761平方英里 （1,971平方公里）    | 標示出莱纳维县位置的地圖       |
| 利文斯頓縣     | 093      | 豪厄爾       | 1833年（劃定縣界） 1836年（正式成立）                | 夏厄沃西縣和沃什特瑙縣                 | 爱德华·利文斯顿 （1764－1836），美國法學家、來自纽约州及路易斯安那州的美國眾議院議員及安德鲁·杰克逊政府下的第十一任美国国务卿 （1831－1833）                               | 180,967         | 585平方英里 （1,515平方公里）    | 標示出利文斯頓縣位置的地圖     |
| 盧斯縣         | 095      | 紐貝里       | 1887年3月1日                                         | 契皮瓦縣、麥基諾縣                     | 賽魯斯·格雷·盧斯 （1824－1905），第二十一任密歇根州州長 （1887－1891） | 6,631           | 1,912平方英里 （4,952平方公里）  | 標示出{{{Name}}}位置的地圖     |
| 麥基諾縣       | 097      | 圣伊尼亚斯   | 1818年10月26日（劃定縣界） 1849年（正式成立）        | 韋恩縣                                 | 原縣名「米奇利馬基納克」可能是對某些原住民的稱呼，而「麥基諾」是「鼈」的法語                                                                                               | 11,113          | 2,101平方英里 （5,442平方公里）  | 標示出{{{Name}}}位置的地圖     |
| 马科姆县       | 099      | 芒特克萊門斯 | 1818年1月15日                                        | 韋恩縣                                 | 亞歷山大·馬科姆上將，著名1812年战争軍官 | 840,978         | 570平方英里 （1,476平方公里）    | 標示出马科姆县位置的地圖       |
| 马尼斯蒂县     | 101      | 馬尼斯蒂     | 1840年4月1日（劃定縣界） 1855年（正式成立）          | 麥基諾縣                               | 得名自馬納斯蒂河，而河名則是「河口中有島嶼的河」的奥杰布瓦语（原文：Ministigweyaa）                                                                                        | 24,733          | 1,281平方英里 （3,318平方公里）  | 標示出马尼斯蒂县位置的地圖     |
| 馬凱特縣       | 103      | 馬凱特       | 1843年3月9日（劃定縣界） 1851年（正式成立）          | 麥基諾縣                               | 雅克·馬凱特 （1638－1675），法國耶穌會傳教士 | 67,077          | 3,425平方英里 （8,871平方公里）  | 標示出馬凱特縣位置的地圖       |
| 梅森縣         | 105      | 拉丁頓       | 1840年4月1日（劃定縣界） 1855年（正式成立）          | 麥基諾縣                               | 斯蒂芬斯·湯姆森·梅森 （1811－1843），第一任密歇根州州長 （1835－1840） | 28,705          | 1,242平方英里 （3,217平方公里）  | 標示出梅森縣位置的地圖         |
| 米科斯塔县     | 107      | 大急流鎮     | 1840年4月1日（劃定縣界） 1859年2月11日（正式成立）   | 麥基諾縣和奧希阿納縣                   | 米斯科塔，美國原住民波特瓦特米族領袖 | 42,798          | 571平方英里 （1,479平方公里）    | 標示出米科斯塔县位置的地圖     |
| 梅诺米尼县     | 109      | 梅诺米尼     | 1861年3月15日（劃定縣界） 1863年（正式成立）         | 德爾塔縣                               | 梅諾米尼人，美國原住民的一支 | 24,029          | 1,338平方英里 （3,465平方公里）  | 標示出梅诺米尼县位置的地圖     |
| 密德蘭縣       | 111      | 密德蘭       | 1831年3月2日（劃定縣界） 1855年（正式成立）          | 薩吉諾縣及非建制土地                   | 密西根下半島，因該縣在州內的中部而得名 | 83,629          | 528平方英里 （1,368平方公里）    | 標示出密德蘭縣位置的地圖       |
| 米索基县       | 113      | 萊克城       | 1840年4月1日 1871年（正式成立）                      | 麥基諾縣                               | 米索基，渥太華人領袖，1831年及1833年割地條約的簽署者 | 14,849          | 574平方英里 （1,487平方公里）    | 標示出米索基县位置的地圖       |
| 門羅縣         | 115      | 門羅         | 1817年7月14日                                        | 韋恩縣                                 | 詹姆斯·门罗 （1758－1831），第七任美国国务卿 （1811－1814，1815－1817）、第八任美国战争部长 （1814－1815）、維珍尼亞州州長 （1799－1802）及第五任美国总统 （1817－1825）   | 152,021         | 680平方英里 （1,761平方公里）    | 標示出{{{Name}}}位置的地圖     |
| 蒙卡爾姆縣     | 117      | 斯坦頓       | 1831年4月1日 1850年（正式成立）                      | 麥基諾縣及非建制土地                   | 得名自路易斯-約瑟夫·德·蒙卡爾姆 （1712－1759），來自法國的魁北克省司令官                                                                                                   | 63,342          | 721平方英里 （1,867平方公里）    | 標示出蒙卡爾姆縣位置的地圖     |
| 蒙莫朗西縣     | 119      | 亞特蘭大     | 1840年4月1日（劃定縣界） 1881年（正式成立）          | 麥基諾縣及非建制土地                   | 縣名具有爭議性：可能得名自由法裔加拿大人建立的蒙莫朗西屋、魁北克大主教區首任天主教主教蒙莫朗西公爵弗朗索瓦 （1530－1579）或拉格朗日總督蒙莫朗西公爵亨利二世 （1597－1632） | 9,765           | 562平方英里 （1,456平方公里）    | 標示出蒙莫朗西縣位置的地圖     |
| 摩斯奇更县     | 121      | 馬斯基根     | 1859年                                               | 渥太華縣和奧希阿納縣                   | 流經該縣的摩斯奇更河，河名的來源「沼澤」為歐及布威語（或契皮瓦語，該詞語的原文為「Mashkig」）                                                                              | 172,188         | 1,459平方英里 （3,779平方公里）  | 標示出摩斯奇更县位置的地圖     |
| 纽威哥县       | 123      | 懷特克勞德   | 1840年4月1日（劃定縣界） 1851年（正式成立）          | 麥基諾縣和奧希阿納縣                   | 縣名具有爭議性：契皮瓦族領袖紐威哥，1819年薩吉諾條約的簽署者或「水源豐富」的印第安語                                                                                       | 48,460          | 861平方英里 （2,230平方公里）    | 標示出纽威哥县位置的地圖       |
| 奧克蘭縣       | 125      | 龐蒂亞克     | 1819年1月12日（劃定縣界） 1820年（正式成立）         | 馬科姆縣                               | 縣內常見的櫟樹 | 1,202,362       | 908平方英里 （2,352平方公里）    | 標示出奧克蘭縣位置的地圖       |
| 奥希阿纳县     | 127      | 哈特         | 1831年3月2日（劃定縣界） 1851年4月7日（正式成立）    | 麥基諾縣                               | 縣名的意思指密歇根湖的清澈的水 | 26,570          | 1,307平方英里 （3,385平方公里）  | 標示出奥希阿纳县位置的地圖     |
| 奥格莫县       | 129      | 西布蘭奇     | 1840年4月1日                                         | 非建制土地                             | 「領袖」的奥杰布瓦语 | 21,699          | 575平方英里 （1,489平方公里）    | 標示出奥格莫县位置的地圖       |
| 昂托納貢縣     | 131      | 昂托納貢     | 1843年3月9日（劃定縣界） 1848年（正式成立）          | 契皮瓦縣和麥基諾縣                     | 昂托納貢河，該河名是「碗子」的歐及布威語 | 6,780           | 3,741平方英里 （9,689平方公里）  | 標示出昂托納貢縣位置的地圖     |
| 奧西歐拉縣     | 133      | 里德城       | 1840年4月1日（劃定縣界） 1869年（正式成立）          | 麥基諾縣                               | 奧西歐拉 （1804－1838），塞米諾爾人領袖 | 23,528          | 573平方英里 （1,484平方公里）    | 標示出奧西歐拉縣位置的地圖     |
| 奧斯科達縣     | 135      | 邁歐         | 1840年4月1日（劃定縣界） 1881年（正式成立）          | 麥基諾縣及非建制土地                   | 「多卵石的草原」的印第安語 | 8,640           | 572平方英里 （1,481平方公里）    | 標示出奧斯科達縣位置的地圖     |
| 奧齊戈縣       | 137      | 蓋洛德       | 1840年4月1日（劃定縣界） 1875年（正式成立）          | 麥基諾縣                               | 紐約州的奧齊戈縣，而該縣得名自「石之地」的印第安語 | 24,164          | 526平方英里 （1,362平方公里）    | 標示出奧齊戈縣位置的地圖       |
| 渥太華縣       | 139      | 格蘭德港     | 1831年（劃定縣界） 1837年（正式成立）                | 麥基諾縣及非建制土地                   | 渥太華人，美國原住民的一支 | 263,801         | 1,632平方英里 （4,227平方公里）  | 標示出渥太華縣位置的地圖       |
| 普雷斯克艾爾縣 | 141      | 羅傑斯城     | 1840年4月1日（劃定縣界） 1871年3月31日（正式成立）   | 麥基諾縣                               | 得名自半岛，在法語中半島指「近乎一個島」 | 13,376          | 2,573平方英里 （6,664平方公里）  | 標示出{{{Name}}}位置的地圖     |
| 罗斯康芒县     | 143      | 羅斯康芒     | 1840年4月1日（劃定縣界） 1875年（正式成立）          | 麥基諾縣及非建制土地                   | 愛爾蘭的羅斯康芒郡 | 24,449          | 580平方英里 （1,502平方公里）    | 標示出罗斯康芒县位置的地圖     |
| 萨吉诺县       | 145      | 薩基諾       | 1822年9月10日（劃定縣界） 1835年2月9日（正式成立）   | 奧克蘭縣                               | 薩吉諾人，美國原住民的一支（也可能同時以薩吉諾河和薩吉諾灣命名），而「薩吉諾」在歐及布威語的意見為「在出口處」                                                             | 200,169         | 816平方英里 （2,113平方公里）    | 標示出萨吉诺县位置的地圖       |
| 聖克萊爾縣     | 147      | 休倫港       | 1820年3月28日（劃定縣界） 1821年（正式成立）         | 馬科姆縣                               | 阿瑟·聖克萊 （1737－1818），美國獨立戰爭準將及第一任西北領地總督 （1787－1802）                                                                                            | 163,040         | 837平方英里 （2,168平方公里）    | 標示出聖克萊爾縣位置的地圖     |
| 聖約瑟夫縣     | 149      | 森特維爾     | 1829年10月29日                                       | 非建制土地                             | 流經該縣的聖約瑟夫河 | 61,295          | 521平方英里 （1,349平方公里）    | 標示出聖約瑟夫縣位置的地圖     |
| 萨尼拉克县     | 151      | 桑德斯基     | 1822年9月10日（劃定縣界） 1849年12月31日（正式成立） | 聖克萊爾縣                             | 薩尼拉克，一名休伦族領袖 | 43,114          | 1,590平方英里 （4,118平方公里）  | 標示出萨尼拉克县位置的地圖     |
| 斯库克拉夫特县 | 153      | 馬尼斯蒂克   | 1843年3月9日（劃定縣界） 1876年（正式成立）          | 契皮瓦縣和麥基諾縣                     | 亨利·斯库尔克拉夫特 （1793－1864），美國地理學家及密歇根州印第安人事務總監                                                                                                 | 8,485           | 1,884平方英里 （4,880平方公里）  | 標示出斯库克拉夫特县位置的地圖 |
| 夏厄沃西縣     | 155      | 科倫納       | 1822年9月10日（劃定縣界） 1837年（正式成立）         | 奧克蘭縣和聖克萊爾縣                   | 夏厄沃西河，該河名為「彎曲的河」的印第安湖 | 70,648          | 541平方英里 （1,401平方公里）    | 標示出{{{Name}}}位置的地圖     |
| 土斯科拉縣     | 157      | 卡羅         | 1840年4月1日（劃定縣界） 1850年3月2日（正式成立）    | 薩尼拉克縣                             | 「平坦的土地」的印第安語 | 55,729          | 914平方英里 （2,367平方公里）    | 標示出{{{Name}}}位置的地圖     |
| 范布倫縣       | 159      | 波波         | 1829年10月29日（劃定縣界） 1837年（正式成立）        | 非建制土地                             | 马丁·范布伦 （1782－1862），在安德鲁·杰克逊政府下的美国国务卿 （1831－1833），後來成為美国副总统 （1833－1837）及第八任美国总统 （1837－1841）                             | 76,258          | 1,090平方英里 （2,823平方公里）  | 標示出范布倫縣位置的地圖       |
| 沃什特瑙县     | 161      | 安娜堡       | 1822年9月10日（劃定縣界） 1826年11月20日（正式成立） | 奧克蘭縣和韋恩縣                       | 「很遠的水源」的美國原住民語（原文：O-wash-ta-nong），當中指的是大河 ，該河流經縣內的邊界                                                                                  | 344,791         | 723平方英里 （1,873平方公里）    | 標示出沃什特瑙县位置的地圖     |
| 韦恩县         | 163      | 底特律       | 1796年8月15日（劃定縣界） 1815年（正式成立）         | 1807年底特律條約中密歇根領地的所有土地 | 安東尼·韋恩 （1745－1796），美國獨立戰爭及西北印第安战争上將 | 1,820,584       | 672平方英里 （1,740平方公里）    | 標示出韦恩县位置的地圖         |
| 韦克斯福德縣   | 165      | 凯迪拉克     | 1840年4月1日（劃定縣界） 1869年3月30日（正式成立）   | 麥基諾縣                               | 愛爾蘭的韦克斯福德郡 | 32,735          | 576平方英里 （1,492平方公里）    | 標示出{{{Name}}}位置的地圖     |

## 已經消失的縣
1. 布朗縣：1818年從密歇根领地的非建制領地中建立。該縣曾涵蓋密歇根湖西部的部份土地，並與伊利诺伊州接壤。1836年密歇根州成立後，成為威斯康星領地的一部份，成為現時威斯康辛州的布朗縣。[25]
2. 凱斯科科縣（英语：Keskkauko County, Michigan）：1840年拆分自麥基諾縣的一部份，1843年更名為沙勒沃伊縣。1853年合併至埃米特縣，1869年又再重新設立，為現今的沙勒沃伊縣。[25]
3. 威斯康辛州的克勞福德縣：1818年從密歇根领地的非建制領地中建立。該縣曾涵蓋密歇根湖西部的部份土地，並與伊利诺伊州接壤。1836年密歇根州成立後，成為威斯康星領地的一部份，成為現時威斯康辛州的克勞福德縣。[25]
4. 得梅因縣：1834年從密歇根领地的非建制領地中建立。1836年密歇根州成立後，成為威斯康星領地的一部份，成為現時愛荷華州的得梅因縣。[25]
5. 迪比克縣：1834年從密歇根领地的非建制領地中建立。1836年密歇根州成立後，成為威斯康星領地的一部份，成為現時愛荷華州的迪比克縣。
6. 愛荷華縣，1830年拆分自（今威斯康辛州的）克勞福德縣的一部份。1836年密歇根州成立後，成為威斯康星領地的一部份，成為現時威斯康辛州的愛荷華縣。[25]
7. 羅亞爾島縣：1875年拆分自基威諾縣，1897年重新合併至基威諾縣。[25]
8. 馬尼圖縣（英语：Manitou County, Michigan）：1855年拆分自沙勒沃伊縣和埃米縣的一部份，1861年被州政府認定行政上隸屬麥基諾縣，1865年行政上改為利勒諾縣，1869年又改為麥基諾縣。最終於1895年被沙勒沃伊縣和利勒諾縣瓜分。[25]
9. 密爾沃基縣：1834年拆分自布朗縣的一部分，1836年密歇根州成立後，成為威斯康星領地的一部份，成為現時威斯康辛州的密爾瓦基縣。[25]
10. 奧米納縣（英语：Omeena County, Michigan）：1840年拆分自麥基諾縣的一部份，1853年合併至大特拉弗斯縣。[25]
11. 懷安多特縣（英语：Wyandot County, Michigan）：1840年拆分自麥基諾縣的一部份，1853年合併至希博伊根。[25]
12. 華盛頓縣（英语：Washington County, Michigan）：1867年拆分自馬凱特縣的一部份，但未獲密歇根州政府承認其縣級地位。[25]

## 另見
- 內閣縣（英语：Cabinet counties）
- 美國已消失的縣份列表（英语：List of extinct U.S. counties）
- 密西根州縣下級行政區劃列表（英语：List of county subdivisions in Michigan）

## 延伸閱讀
- Armitage, B. Phyllis. . Michigan History magazine（英语：Michigan History magazine）. 1943, 27: 626–637.
- County histories published in Michigan History Magazine. Some back issues that include these histories are still available for purchase.
- Jenks, William L. . Collections and Researches of the Michigan Pioneer and Historical Society. 1912, 38: 439–478.
- . Legislative Council, State of Michigan.
- Powers, Perry F.; Cutler, H.G., assisting. . 1912  [2019-08-10]. （原始内容存档于2017-02-06）. at Google books
- . Report of the Pioneer Society of the State of Michigan. I 2nd (Lansing, Michigan: Robert Smith Printing Co.). 1874-06: 94–520.
- Romig, Walter; Massie, Larry B (Designer). . Detroit, Michigan: Wayne State University Press（英语：Wayne State University Press）. 1986. ISBN 978-0-8143-1838-6.
- Vogel, Virgil J. . Ann Arbor, Michigan: University of Michigan Press（英语：University of Michigan Press）. 1986: 244, 8 B&W photographs & 3 maps. ISBN 978-0-472-06365-9.

## 外部鏈接
- 關於各個縣和地區的辭源的參考書目（页面存档备份，存于），由中密西根大學克拉克歷史圖書館提供
- Freelang的歐及布威語字典（页面存档备份，存于）
- 密歇根州建立縣份的歷史（页面存档备份，存于）
- 密歇根州各個縣歷史地圖集和數字化數據庫（页面存档备份，存于），由佩里·F·鮑爾斯所撰寫，並由H·G·Cutler協助編寫的《A History of Northern Michigan and its People》（1912年）
- 密歇根州各個縣名列表，由密歇根州政府官方提供（页面存档备份，存于）
- 各個縣的建立及組織日期列表
- 「希博伊根」的辭源
- American FactFinder的2010年美國人口普查數據（页面存档备份，存于）